# Garcia (género)
Garcia é um género botânico pertencente à família Euphorbiaceae.
Plantas encontradas desde o México até a Colômbia.

## Sinonímia
- Carcia Raeusch.

## Espécies
- Garcia mayana
- Garcia nutans
- Garcia parviflora

## Nome e referências
Garcia Rohr